# جامعه حسابداران رسمی ایران
جامعه حسابداران رسمی ایران به موجب قانون استفاده از خدمات تخصصی و حرفه‌ای حسابداران ذی‌صلاح به عنوان حسابدار رسمی (مصوب ۲۱ دی ۱۳۷۲ و اصلاحیهٔ مورخ ۱۷ بهمن ۱۳۷۲، مجلس شورای اسلامی) به عنوان اصلی‌ترین انجمن حرفه‌ای حسابداران عمومی گواهی‌شده در ایران رسمیت یافت و فعالیت خود را از نیمه دوم ۱۳۸۰ آغاز کرد.

## عنوان حسابدار رسمی
طبق «آیین‌نامه تعیین صلاحیت حسابداران رسمی و چگونگی انتخاب آنان» (مصوب ۲۲ مرداد ۱۳۷۴، هیئت وزیران) متقاضیان عضویت در جامعه حسابداران رسمی ایران - که پس از عضویت دارای عنوان حسابدار رسمی می‌شوند - به شرط داشتن مدرک دانشگاهی یا حرفه‌ای معتبر و پیشینه انجام کار حرفه‌ای مربوط می‌توانند در آزمون کتبی برگزاری توسط هیئت تشخیص صلاحیت حسابداران رسمی شرکت کنند؛ و در صورت موفقیت در این آزمون به عضویت جامعه حسابداران رسمی ایران پذیرفته شوند. هیئت تشخیص صلاحیت حسابداران رسمی مرکب از ۷ عضو است که از سوی وزیر امور اقتصادی و دارایی به مدت ۲ سال منصوب می‌شوند.